# Măhăceni
Măhăceni – wieś w Rumunii, w okręgu Alba, w gminie Unirea. W 2011 roku liczyła 274 mieszkańców.